# Тишин, Николай Иванович
Никола́й Ива́нович Ти́шин (12 августа 1907, Китяково, Малмыжский уезд, Вятская губерния — 14 июля 1938, Уфа, Башкирская АССР) — марийский советский поэт, прозаик, журналист, педагог, член Союза писателей СССР с 1934 года. Научный сотрудник Башкирского НИИ языка, литературы и истории (1934—1938).

## Биография
Родился 12 августа 1907 года в д. Китяково ныне Малмыжского района Кировской области в бедной крестьянской семье. С детства пастушил, батрачил. По окончании 7-летней школы поступил в Малмыжский педагогический техникум, который окончил в 1927 году. В 1927—1929 годах работал учителем в школе Яранска Кировской области.
В 1929 году переехал в Йошкар-Олу — столицу Марийской автономной области. Был сотрудником редакций газеты «Йошкар кече», журнала «У вий».
В 1930 году поступил в Ленинградский институт истории, философии и литературы, но в 1934 году после объединения университетов окончил языковедческое отделение Ленинградского государственного университета. В том же году стал сотрудником Башкирского НИИ языка, литературы и истории.
23 октября 1937 года был арестован по ложному обвинению в буржуазном национализме. 14 июля 1938 года расстрелян по сталинскому расстрельному списку.

## Литературная деятельность
Писать начал с начала 1920-х годов: первые рассказы и стихи были опубликованы в газете «Йошкар кече» и журнале «У илыш». В 1930 году вышел в свет первый сборник стихотворений «У сем» («Новые мотивы»).
В 1934 году в ряду первых марийских литераторов был принят в Союз писателей СССР. Наиболее плодотворно работал в годы жизни в г. Уфе: здесь издал 4 книги, в 1936 году — многоактную пьесу «Эрвика» отдельным сборником. Здесь же подружился с башкирскими писателями Д. Юлтыем, Г. Амантаем, чувашским поэтом Я. Ухсаем. Был активным сотрудником марийской секции Башкирского книжного издательства. Автор статей по вопросам преподавания русского языка в марийской школе.
В 1930-х годах его стихи публиковались на русском языке. Впоследствии они вошли в альманах «Вятка» (1961), сборник «О тебе, Ленинград!» (1982).
В 2007 году, к 100-летию со дня рождения поэта, вышли избранные произведения и статьи о Н. Тишине в книге «Йомшо йÿк».

## Основные произведения
Далее представлен список основных произведений Н. Тишина на марийском и в переводе на русский язык:

### На марийском языке
- У сем: почеламут-влак [Новые мотивы: стихи]. — Йошкар-Ола, 1930. — 64 с.
- Шӱм йӱкем: почеламут-влак [Голос сердца: стихи]. — Йошкар-Ола, 1933. — 96 с.
- Эрдене: почеламут сборник [Утро: сборник стихов]. — Уфа, 1935. — 184 с.
- Трактор: сылнымут очерк [Трактор: художественный очерк]. — Уфа, 1935. — 40 с.
- Эрвика: пьеса. — Уфа, 1936. — 68 с.
- Ӱжара: повесть да почеламут-влак [Заря: повесть и стихи]. —  Уфа, 1936.  — 84 с.
- То же. — Йошкар-Ола, 1961. — 64 с.

### В переводе на русский язык
- Весна: стихи / пер. В. Азарова // Натиск (Горький). — 1935. — № 1.
- Ленин в сердце моём; Ткачиха Оля; На «Красном путиловце»: стихи / пер. А. Ойслендера // Соловьиный родник. — Йошкар-Ола, 1984. — С. 36—38.
- На «Красном путиловце»: стихи / пер. А. Ойслендера // О тебе, Ленинград! — Л., 1982. — С. 22—23.

## Память
- В 2007 году в с. Большой Китяк Малмыжского района Кировской области именем поэта названа улица, здесь же в его честь установлена памятная стела[2][3][4].
- В Малмыжском краеведческом музее Кировской области есть раздел экспозиции, посвящённый поэту Н. Тишину[5].
- Очерк под названием «Марийский поэт с берегов Вятки» посвятил поэту Н. Тишину известный марийский писатель и учёный-литературовед Ким Васин[3].